# Trøsemarka
Trøsemarka (en same du Nord : Vuopmegeahci) est une localité du comté de Troms, en Norvège.

## Géographie
Administrativement, Trøsemarka fait partie de la kommune de Skånland.